# Schloss Zwesten
Koordinaten: 51° 3′ 6″ N, 9° 10′ 23″ O

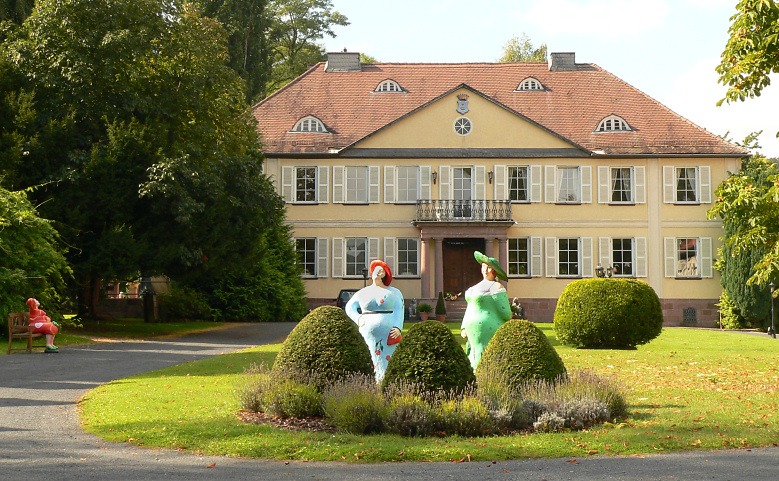
Das Zwestener Schloss

Das Schloss Zwesten befindet sich am südlichen Ortsrand von Bad Zwesten im nordhessischen Schwalm-Eder-Kreis, unmittelbar südlich des von Odershausen und Braunau kommenden Wälzebachs, der den Südteil des Orts durchfließt.

## Die Anlage
Es handelt sich um einen schlichten, langgestreckten und zweigeschossigen klassizistischen Bau aus verputztem Fachwerk mit einem flachen Dreiecksgiebel in der Mitte der Vorderfront. Der Bau wurde im Jahre 1782 als repräsentatives Herrenhaus durch den hessen-kasseler Oberjägermeister Wilhelm Treusch von Buttlar errichtet. Nach dem Anbau eines klassizistischen Portalvorbaus mit Balkon unter dem Dreiecksgiebel im Jahre 1915 wird der Bau als Schloss bezeichnet. Das Schloss steht auf einer Höhe von etwa 200 m über NN mit der Vorderfront nach Osten ausgerichtet, über den Löwensteiner Grund und die Schwalmniederung auf die 433 m hohe Altenburg weisend, inmitten eines sich nach Süden erstreckenden Parks. Unmittelbar nördlich steht im rechten Winkel zum Schloss das etwa 200 Jahre alte, auch aus Fachwerk gebaute sogenannte Kavaliershaus, das ursprünglich Gesindehaus mit Scheune und Stallungen war.

## Geschichte

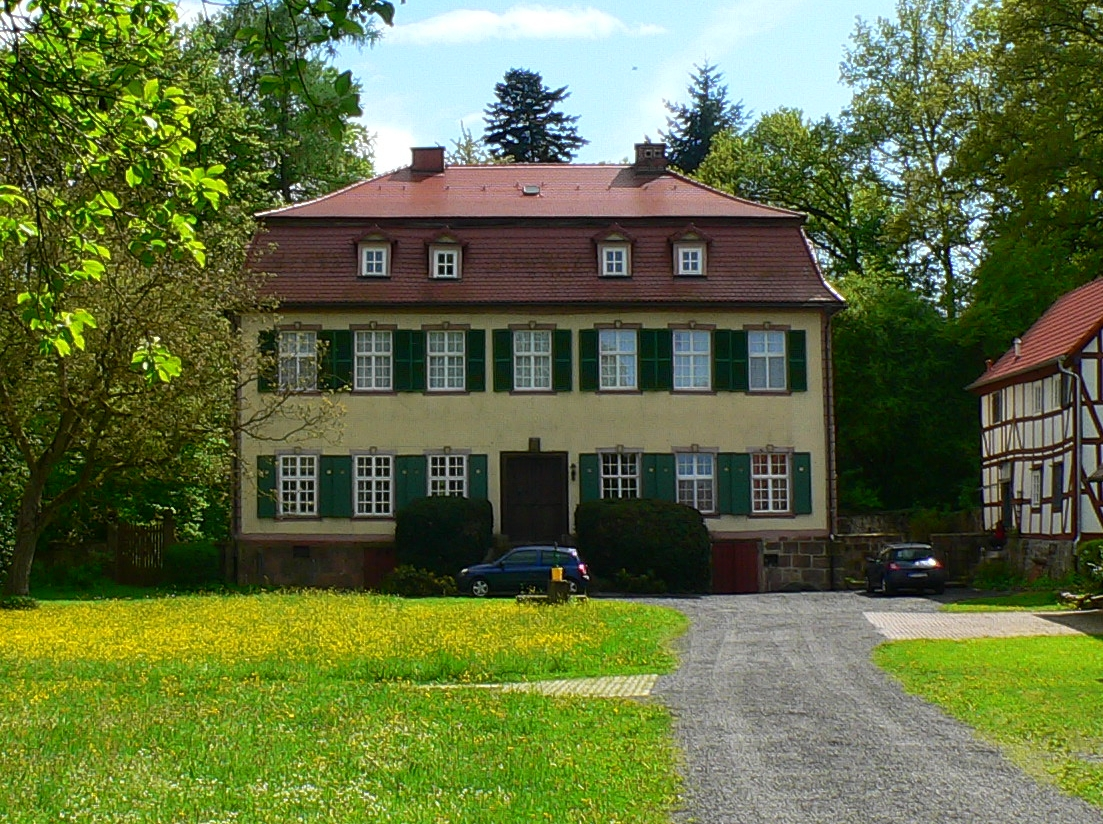
Das Herrenhaus beim Zwestener Schloss

Das Anwesen war ursprünglich Teil eines landwirtschaftlichen Guts des alten hessischen Adelsgeschlechts derer von Löwenstein, deren größtes Dorf lange Zeit Zwesten war, in dem sie aber ab 1774 keinen Besitz mehr hatten. Das Gut kam zunächst durch die Heirat von Christine Hedwig von Löwenstein, Tochter des Kaspar Bernhard von Löwenstein, mit Bernhard Heinrich von Hanstein an die Familie von Hanstein, dann durch Kauf an Carl Reinhard Goddaeus, der es an seine Schwester Maria Amalia vermachte, die Frau des hessen-kasselschen Geheimen Rats und Vizekanzlers Christian Heinrich von Motz (1687–1751). Diese verkaufte es an den waldeckischen Landdrosten Florenz Anton Heinrich Georg Philipp von Eppe zu Reckenberg, der 1785 kinderlos verstarb. Seine Erben verkauften es an Wilhelm Treusch von Buttlar, der im Jahr 1782 das benachbarte Herrenhaus errichten ließ. Seine Ehe mit Caroline von Lehrbach blieb kinderlos, und die Anlage kam durch Erbschaft im Jahre 1800 an den Sohn seiner Schwester Wilhelmine von Buttlar gen. Treusch (1720–1803), den späteren kurhessischen Generalleutnant und Gouverneur von Kassel Wilhelm Georg Ludwig Kasimir von und zu Urff (1753–1834), dessen Nachkommen, insbesondere der letzte Besitzer des Guts aus dem Hause Urff, Karl von Urff, bis 1912 einen großen Teil der zugehörigen Ländereien und Wälder veräußerten. 1913 erwarb einer der 1811 während der Zeit des Königreichs Westphalen in den Freiherrenstand erhobenen Treusch von Buttlar zu Brandenfels das Herrenhaus. Er ließ den Portikus mit Balkon anbauen, so dass das Gebäude ab 1915 als Schloss bezeichnet wurde.

## Heutige Nutzung
Nach dem Zweiten Weltkrieg nutzten die Buttlar das Schloss nicht mehr selbst. Bis 1952 bewohnte es der ehemalige Landrat des Kreises Fritzlar-Homberg, Freiherr Carl von Funck. Dann wurde es dem Ritterschaftlichen Stift Kaufungen vermacht und von diesem als Altenheim genutzt.
Eine bedeutende, von der Familie Treusch von Buttlar zusammengetragene Sammlung europäischer und ostasiatischer Kunstwerke befand sich bis zu ihrer Auflösung 1963 im Schloss.
Heute sind sowohl das Schloss als auch das Kavaliershaus in Privatbesitz. Das Schloss wird als Wohnanlage und Zahnheilklinik genutzt. Im gemäß Denkmalschutzrichtlinien renovierten Kavaliershaus befindet sich ein Hotel mit Wellness-Betrieb.